# Aproopta melanchlaena
Aproopta melanchlaena är en fjärilsart som beskrevs av Turner 1923. Aproopta melanchlaena ingår i släktet Aproopta och familjen plattmalar. Inga underarter finns listade i Catalogue of Life.